# KrAZ-255
Der KrAZ-255 (ukrainisch КрАЗ-255, deutsche Transkription KrAS-255) ist ein schwerer sowjetischer Lastkraftwagen mit Allradantrieb des Fahrzeugherstellers KrAZ, der ab 1967 in Serie gefertigt wurde. Der Lkw wurde und wird in vielen Ländern des ehemaligen RGW-Gebiets und der heutigen GUS-Staaten sowohl militärisch als auch zivil genutzt und ist oberhalb des Ural-375D angesiedelt.

## Fahrzeuggeschichte

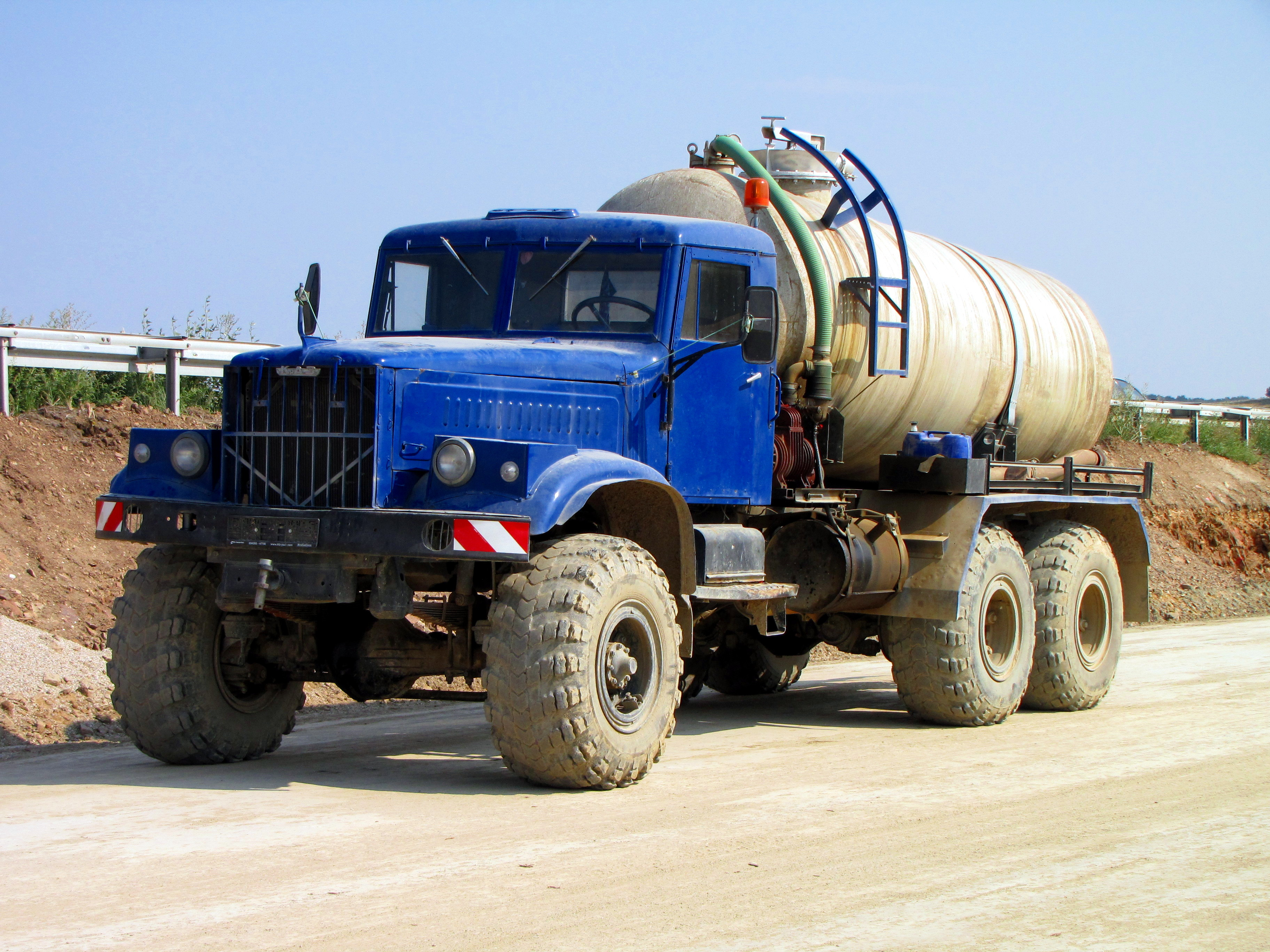
KrAZ-255 mit Fortschritt HTS 100 Tank (2015)

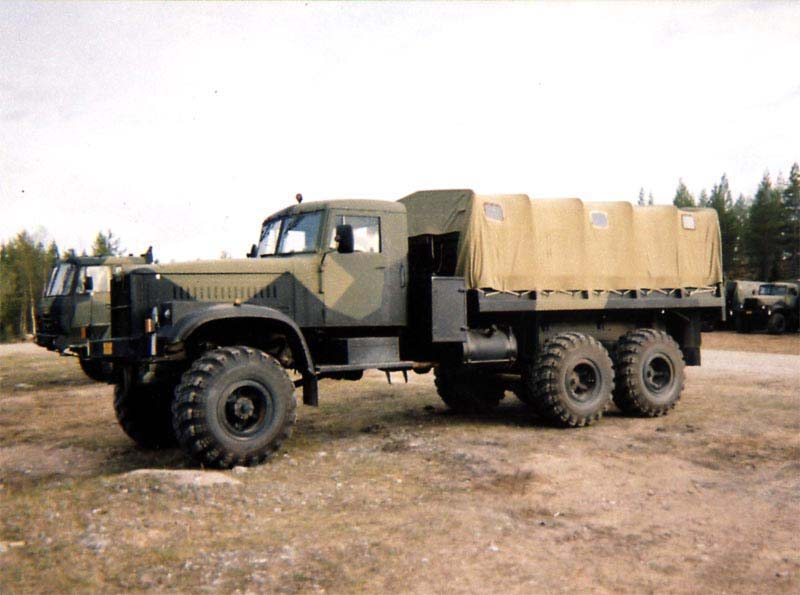
Ein KrAZ-255B im Einsatz bei den finnischen Streitkräften (2002)

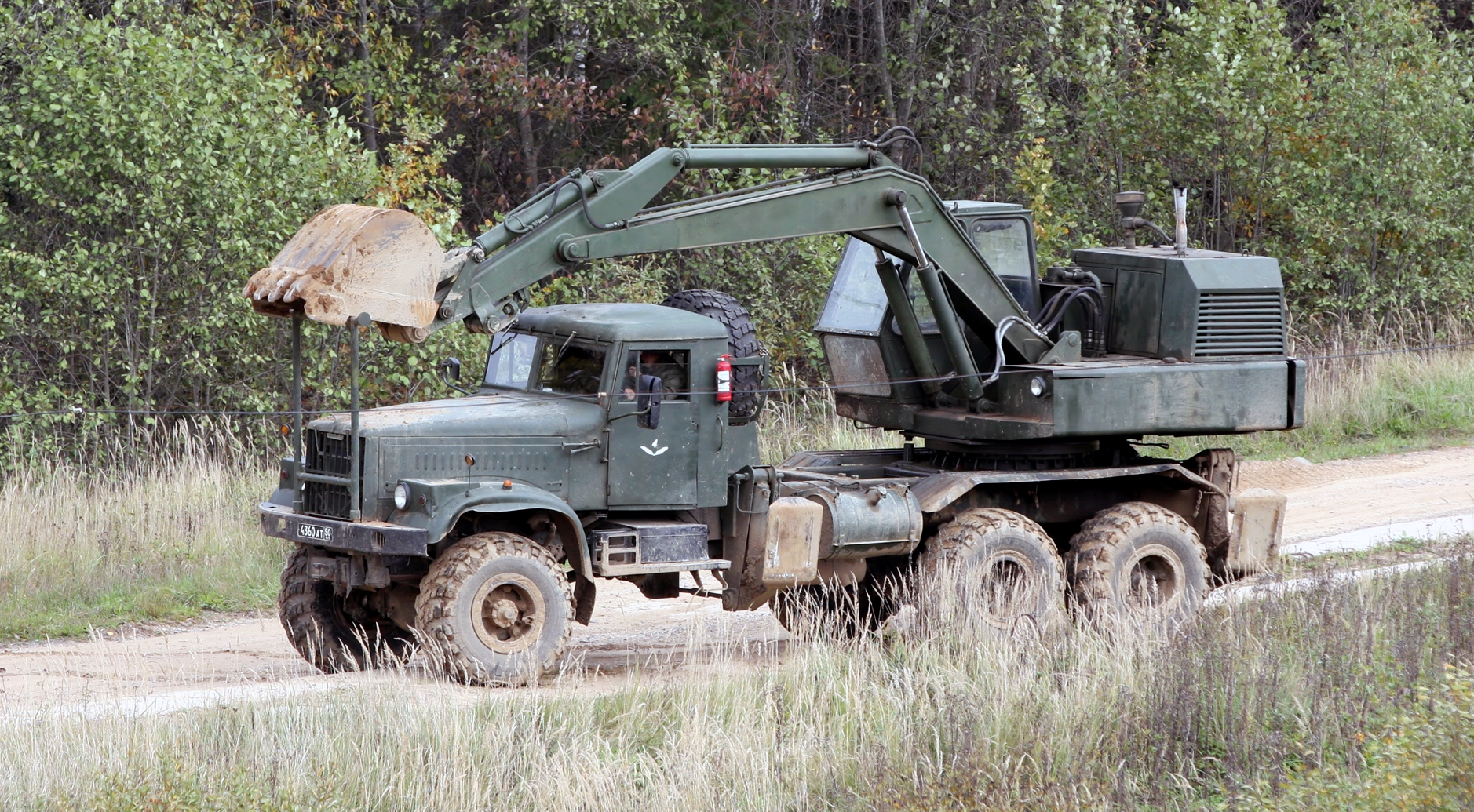
Bagger des Typs EOW-4421 der russischen Streitkräfte auf Basis eines KrAZ-255B (2011)

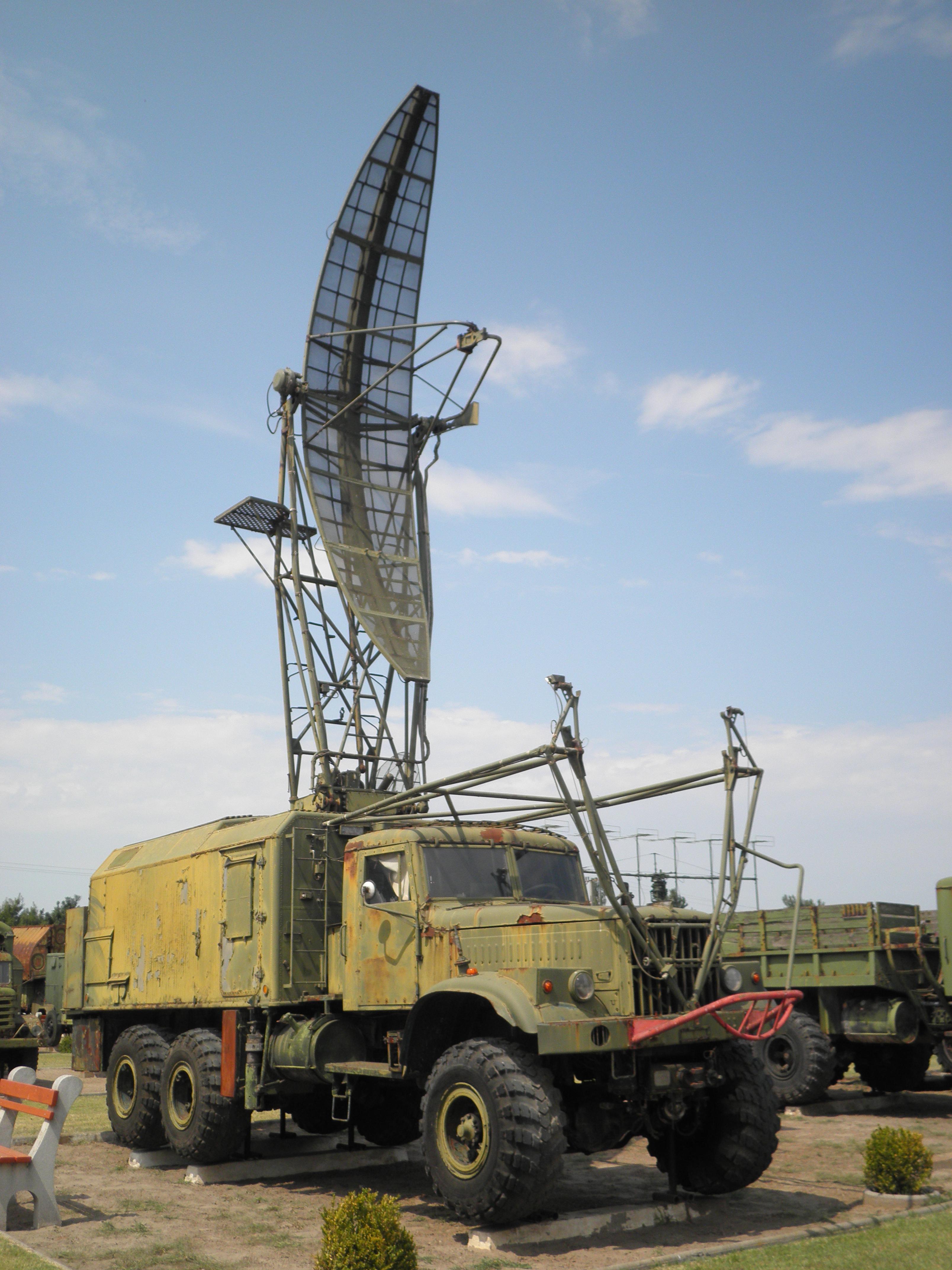
Radarstation PRW-16 auf KrAZ-255 in einem Museum (2011)

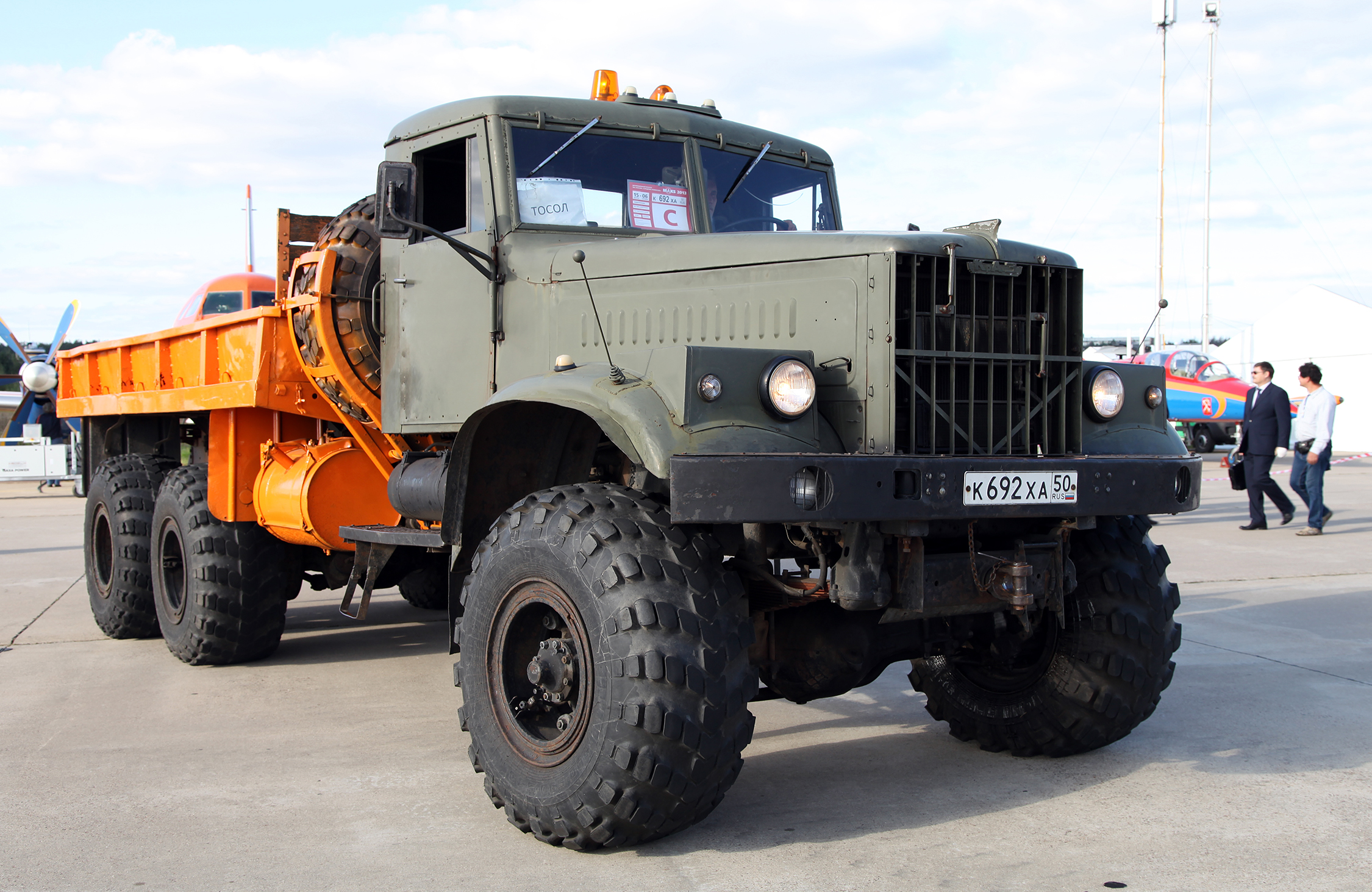
Russischer KrAZ-255B mit Pritsche, Farbgebung nicht original (2013)

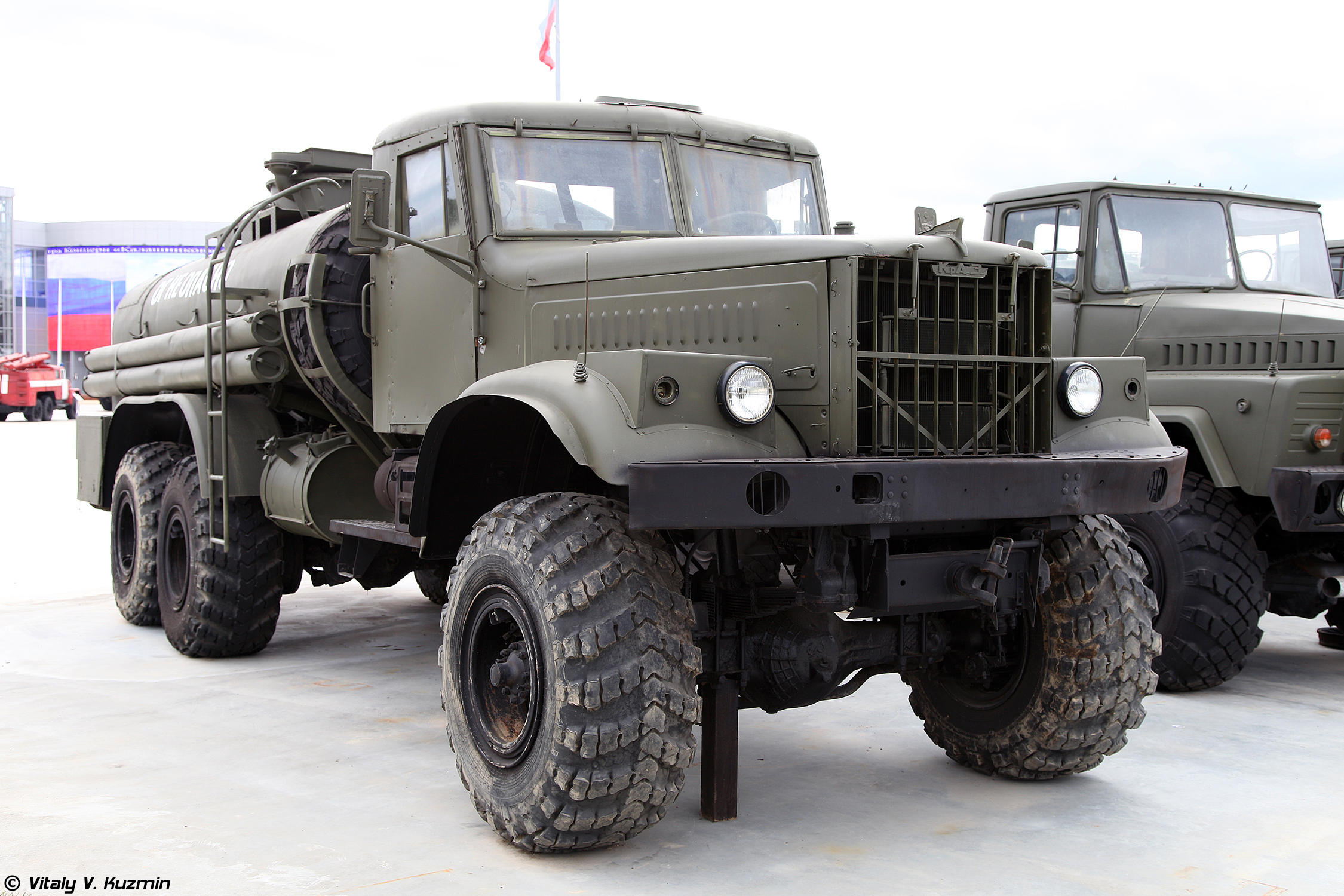
Tankwagen TZ-8-255B in einem russischen Museum (2015)

Der KrAZ-255 ist das Nachfolgemodell des KrAZ-214, die Entwicklung begann Anfang der 1960er-Jahre. Der erste Prototyp mit der Bezeichnung KrAZ-255 war Ende 1962 fahrbereit. Hintergrund der Neuentwicklung war das Ziel, den Zweitakt-Dieselmotor aus dem KrAZ-214 durch ein leistungsfähigeres Aggregat zu ersetzen. Das Jaroslawski Motorny Sawod produzierte ab 1961 neue Viertakt-V-Dieselmotoren. Der wassergekühlte V8 vom Typ JaMZ-238 mit 240 PS (176,5 kW) und einem Hubraum von 14.860 cm³ wurde in den Prototyp eingebaut, der ansonsten weitgehend dem Vorgänger entsprach. Weitere Neuerungen waren eine verbesserte Servolenkung vom MAZ-500 und einige Detailänderungen in der Elektrik. Am äußeren Erscheinungsbild des Lastwagens änderte sich zunächst nichts.
Bis 1965 wurde der Prototyp überarbeitet und fortan als KrAZ-255B bezeichnet. Er erhielt neue, breitere Niederdruckreifen, die aus der Entwicklung des KrAZ-253 stammten. Dieser dreiachsige Frontlenker mit dem Fahrerhaus des MAZ-500 ging nie in Serie. Durch diese Änderung wurde der KrAZ-255B etwa 10 cm breiter, die vorderen Kotflügel mussten verbreitert werden, um die Räder vollständig abzudecken. Die Serienfertigung begann erst zwei Jahre später, 1967. Grund war, dass das Motorenwerk in Jaroslawl erst zu diesem Zeitpunkt genügend Motoren mit 240 PS liefern konnte. Der zuvor in größeren Stückzahlen gebaute JaMZ-238A hatte nur 215 PS und war damit nur 10 PS stärker als die letzte Leistungsstufe der Zweitakt-Diesel des KrAZ-214. Motoren aus der JaMZ-238-Familie wurden auch in vielen weiteren Lastwagen, Traktoren und im Transportpanzer MT-LB verwendet. Alle drei Achsen sind über ein sperrbares Verteilergetriebe an den Antriebsstrang angeschlossen.
Im Jahr 1979 wurden alle Lastwagen bei KrAZ überarbeitet, wobei keine gravierenden Änderungen vorgenommen wurden. Hauptverbesserung ist das nun verbaute Zweikreisbremssystem. Diese Modelle sind durch eine zusätzliche 1 am Ende der Bezeichnung zu erkennen.
Die Fahrzeuge dienen auch als Basisfahrzeuge für Spezialaufbauten wie beispielsweise Mobilkrane, Tankwagen, militärisches Gerät oder Bagger. Wann genau die Produktion eingestellt wurde, ist nicht klar, die Angaben schwanken zwischen 1993 und 1994. Das Nachfolgemodell des KrAZ-255 ist der KrAZ-260, der jedoch selbst nur bis 1993 gefertigt wurde. Ab 1994 wurde der KrAZ-6322 gebaut, der dem KrAZ-260 ähnelt und ein ähnliches Anforderungsprofil erfüllt.
Aufgrund der archaischen Bauweise und der Überbreite (2,75 m statt der in vielen Ländern damals zulässigen 2,50 m) wurden nur relativ wenige Lastwagen exportiert. Dennoch wurden Modellvarianten für den Export in gemäßigtes und in tropisches Klima angeboten. Abnehmer außerhalb des Ostblocks fanden sich mit Finnland und Argentinien. Die DDR importierte den KrAZ-255 in größeren Stückzahlen ebenso wie andere Lastwagen der Baureihe. Ab 1970 kam er bei der NVA zum Einsatz, zivil war er seltener anzutreffen. Von 1967 bis 1993 wurden insgesamt 197.155 KrAZ-255 verschiedener Modifikationen gebaut, davon 160.732 Pritschenfahrzeuge und Fahrgestelle KrAZ-255B bzw. KrAZ-255B1, 29.466 Langholztransporter KrAZ-255L und 6957 Sattelzugmaschinen KrAZ-255W. 27.748 Exemplare aller Varianten wurden exportiert, darin eingeschlossen 533 KrAZ-255L. Formal wäre aufgrund der Überbreite im zivilen Einsatz auch in der Sowjetunion eine Sondergenehmigung mit vorgeschriebener Route für den Betrieb der Lkws nötig gewesen. In der Realität wurde diese Tatsache dort jedoch zumeist ignoriert und die Fahrzeuge von den Behörden stillschweigend im normalen Straßenverkehr toleriert.

## Modellversionen
Auf Basis des KrAZ-255 wurden diverse Lastwagen mit unterschiedlichsten Aufbauten gefertigt. Die nachfolgende Liste erhebt keinen Anspruch auf Vollständigkeit.
- KrAZ-255 – Prototyp mit schmaler Bereifung (15,00-20") von 1962, nicht in Serie gebaut.
- KrAZ-255B – Basisversion, gebaut von 1967 bis 1979
- KrAZ-255BE – Exportversion für gemäßigtes Klima
- KrAZ-255BT – Exportversion für tropisches Klima
- KrAZ-255B1 – überarbeitete Basisversion, gebaut ab 1979
- KrAZ-255W – Geländegängige Sattelzugmaschine. Im Gelände können Auflieger bis 18 t, auf der Straße bis 26 t Gewicht gezogen werden.[8] Nicht zu verwechseln mit dem KrAZ-258.
- KrAZ-255W1 – überarbeitete, ab 1979 gefertigte Sattelzugmaschine mit Allradantrieb, die auch bei der NVA zum Einsatz kam.[8]
- KrAZ-255D – Zugmaschine, die über eine zusätzliche Zapfwelle verfügt, um auch die Achsen eines speziellen Aufliegers anzutreiben. Im Russischen existiert die Bezeichnung „Aktiver Autozug“ (активный автопоезд, Aktiwny Awtopojesd).
- KrAZ-255L und KrAZ-255KL – Langholztransporter mit Nachläufer für die Forstwirtschaft
- KrAZ-255L1 – überarbeiteter Langholztransporter ab 1979
- PMP – militärische Version mit Spezialaufbau als Pontonbrückenleger
- TMM-3 – schweres Brückenlegefahrzeug, der Aufbau entspricht dem eines Brückenlegepanzers
- E-305BW – ursprünglich auf dem KrAZ-214 basierender Mobilbagger mit Seilzugantrieb
- EOW-4421 – weiterentwickelter Mobilbagger, an Stelle der Seilzüge wurde eine Hydraulikanlage verbaut
- PRW-9 und PRW-16 – mobile Radarstationen
- AKZ-4-255B – Tankwagen für den Transport von Säuren
- AZ-8,5-255B – Tankwagen für verschiedene Kraftstoffe

Die zivilen Modelle der Fahrzeugfamilie, der Muldenkipper KrAZ-256B, die Pritschenvariante KrAZ-257 und die Sattelzugmaschine KrAZ-258, verfügen nur über Antrieb an den Hinterachsen und sind nicht mit Reifendruckregelanlagen, Breitreifen oder militärischem Zubehör ausgerüstet. Vorgänger dieser Typen war der KrAZ-219.

## Kampfeinsätze
Der LKW ist in vielen Armeen ehemaliger Ostblockstaaten noch in größeren Zahlen vorhanden. So wurde er unter anderem im Russisch-Ukrainischen Krieg von beiden Seiten eingesetzt. Laut dem Oryx-Blog gingen mit Stand Januar 2025 mindestens 33 Fahrzeuge der Ukraine (davon 14 als Pontonbrückenleger PMP) und mindestens 23 Fahrzeuge Russlands (davon neun als Pontonbrückenleger PMP) verloren.

## Technische Daten
Für das Grundmodell KrAZ-255B.
- Motor: Achtzylinder-Dieselmotor
- Motortyp: JaMZ-238
- Leistung: 240 PS (176,5 kW)[4]
- Drehmoment: 883 Nm[4]
- Hubraum: 14.860 cm³
- Verdichtung: 16,5:1
- Verbrauch: 40 l/100 km bei konstanten 40 km/h
- Tankinhalt: 2×165 Liter
- Getriebe: Schaltgetriebe, 5 Vorwärtsgänge + 1 Rückwärtsgang, 1. Gang unsynchronisiert
- Getriebetyp: JaMZ-236N
- Geländeuntersetzung: Zweistufiges Untersetzungsgetriebe
- Höchstgeschwindigkeit: 71 km/h
- Bremsweg aus 40 km/h: 20 m
- maximal befahrbare Steigung: 58 %
- Wattiefe: 1 m
- Antriebsformel: 6×6

Abmessungen und Gewichte
- Länge: 8645 mm
- Breite: 2750 mm
- Höhe: 3150 mm über Plane, 2940 mm über Fahrerhaus
- Radstand: 4600 + 1400 mm
- Spurweite: 2160 mm vorne und hinten
- Bodenfreiheit: 360 mm
- Wendekreisdurchmesser: 26 m
- Leergewicht: ca. 11.950 kg
- Nutzlast: 7500 kg
- Zulässiges Gesamtgewicht: 19.675 kg
- Anhängelast (Straße): 30.000 kg
- Anhängelast (Gelände): 10.000 kg
- Reifendimension: 1300×530-533